# Peránthi
Peránthi, en grec moderne : Περάνθη, est un village du dème de Nikólaos Skoufás, district régional d'Árta, en Épire, Grèce.
Selon le recensement de 2011, la population du village s'élève à 336 habitants.